# Udo Beyer
Udo Beyer, född 9 augusti 1955 i Stalinstadt i Brandenburg, är en före detta östtysk friidrottare som  blev olympisk mästare i kulstötning vid olympiska sommarspelen 1976 i Montréal.
I februari 2013 erkände Beyer att han vid tillfället för det olympiska guldet varit dopad.